# Royal Football Club
Il Royal Football Club (in arabo رويال اف سي دبي‎?) è una società calcistica emiratina di Dubai. Milita nella UAE Second Division League, la terza divisione del campionato emiratino di calcio.

## Storia
La squadra è stata fondata nel 2021 a Dubai da Mohamed Boghdady un investitore sportivo egiziano, ex agente del club olandese del Feyenoord ed ex direttore marketing del Benfica, affiancato da un gruppo di figure con ampia esperienza nel mondo del calcio come l'ex arbitro emiratino Ali Bujsaim e dall'ex giocatore egiziano Mohsen Abo Gresha, che ha assunto la guida tecnica della prima squadra.
La squadra ha fatto il suo esordio sportivo nella stagione 2021-2022 prendendo parte alla prima edizione della UAE Third Division League, il quarto livello del campionato emiratino, concludendo però solo penultimo nel suo girone con appena una vittoria conquistata e sette punti totali. La stagione successiva, quella 2022-2023, il Royal prese parte nuovamente alla UAE Third Division League ed ottenere risultati nettamente migliori, infatti concluse al primo posto il suo girone, con 19 punti ed una sola sconfitta in dieci partite, ottenendo così l'acceso al girone per la promozione dove terminò nuovamente al primo posto il raggruppamento conquistando la vittoria del campionato e la promozione nella UAE Second Division League.
Nella sua stagione d'esordio nella UAE Second Division League, quella 2023-2024, il Royal si è mostrato pronto per la nuova categoria e dopo aver condotto un'ottima annata, trascinata soprattutto dai goal del capocannoniere del campionato Ousseynou Tallsolo, e solo nelle ultime giornate di campionato ha dovuto rinunciare al sogno promozione, concludendo alla fine con il quarto posto in classifica.

## Palmarès

### Competizioni nazionali
- UAE Third Division League: 1

2022–2023

## Rosa attuale
Squadra per la stagione 2024-2025
| N. |                           | Ruolo | Calciatore            |
| -- | ------------------------- | ----- | --------------------- |
| 1  | Belgio (bandiera)         | C     | Ahmed sameer Habibzai |
| 2  | Ciad (bandiera)           | A     | Bobandi Lakein        |
| 3  | Ghana (bandiera)          | C     | David Agormeda        |
| 4  | Senegal (bandiera)        | C     | Dieme Gerard          |
| 5  | Senegal (bandiera)        | A     | Dieng Cheikh          |
| 6  | Costa d'Avorio (bandiera) | D     | Doukoure Dylan        |
| 7  | Egitto (bandiera)         | P     | Islam Abouelmagd      |
| 8  | Marocco (bandiera)        | D     | Jihad Alghandour      |
| 9  | Camerun (bandiera)        | D     | Landry Kamwa          |
| 10 | Egitto (bandiera)         | A     | Mahmoud Ali           |
| 11 | Egitto (bandiera)         | P     | Ahmed Elboghdady      |

| N. |                           | Ruolo | Calciatore           |
| -- | ------------------------- | ----- | -------------------- |
| 12 | Costa d'Avorio (bandiera) | D     | Mickael Gnamien      |
| 13 | Egitto (bandiera)         | C     | Mohamed Elagamy      |
| 14 | Egitto (bandiera)         | C     | Mostafa gomaa        |
| 15 | Senegal (bandiera)        | C     | Ndiaye Diop          |
| 16 | Costa d'Avorio (bandiera) | C     | Ness Wilfried Meless |
| 17 | Italia (bandiera)         | C     | Nicola Zagaria       |
| 18 | Costa d'Avorio (bandiera) | A     | Nurudeen Salami      |
| 19 | Egitto (bandiera)         | D     | Omar Hassan Ahmed    |
| 20 | Egitto (bandiera)         | A     | Omar Ezat Ahmed      |
| 21 | Senegal (bandiera)        | A     | Ousseynou Tall       |
| 22 | Liberia (bandiera)        | A     | Sanney Geleya Carlos |